# Cable Building (Nueva York)
El Cable Building está ubicado en 611 Broadway en la esquina noroeste con Houston Street en NoHo y Greenwich Village, en el distrito de Manhattan de Nueva York (Estados Unidos). Dado que abarca una cuadra, Cable Building también tiene direcciones de 2-18 West Houston Street y 178-188 Mercer Street.

## Construcción y diseño

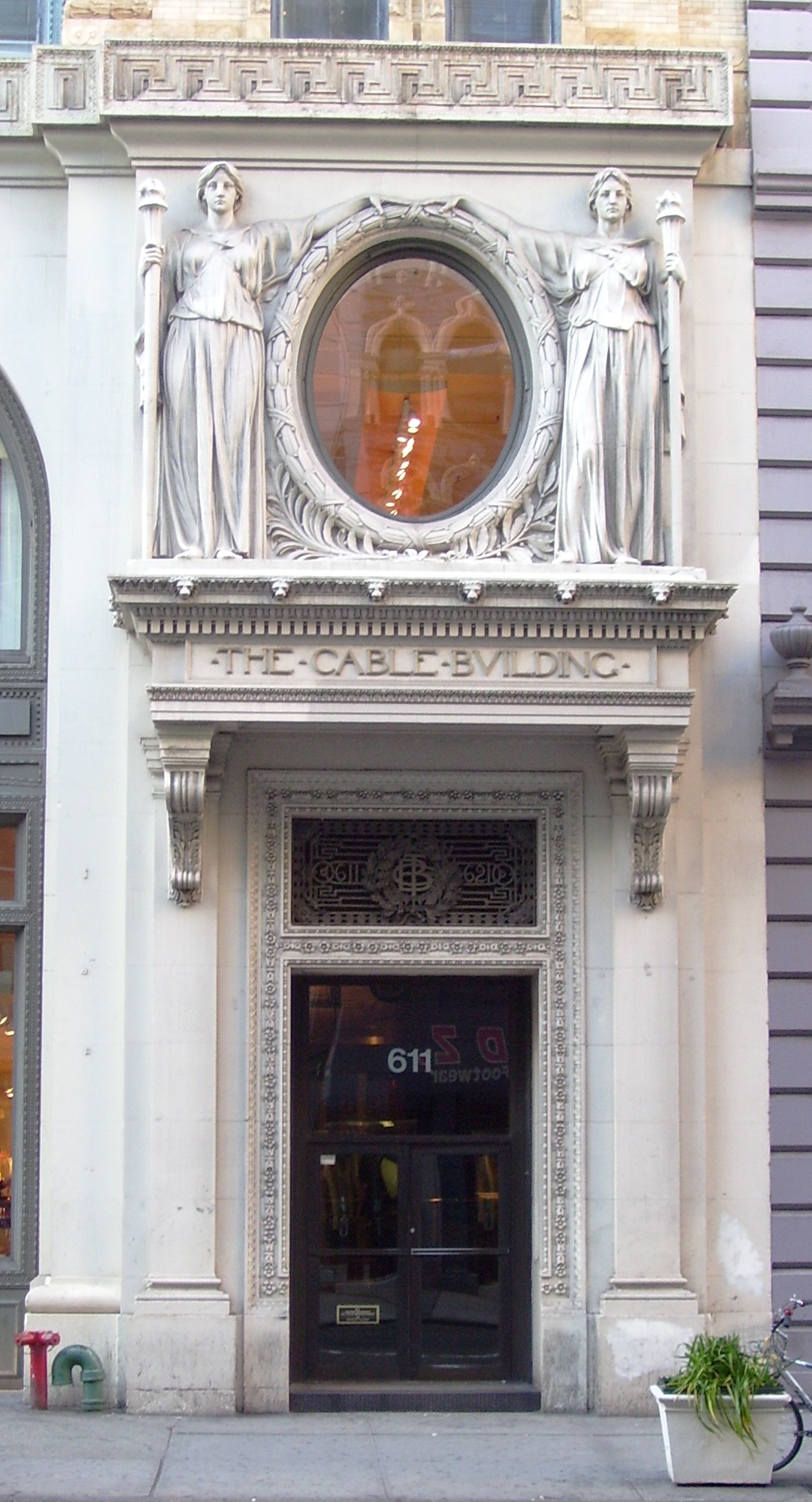
Entrada en el lado oeste

El Cable Building se construyó entre 1892 y 1894. Es una estructura de armazón de acero y hierro con revestimiento de ladrillo, piedra y terracota. Tiene una base de piedra caliza con una arcada de dos pisos con vitrales adornados con enjutas de hierro y elegantes claves. También tiene una cornisa de cobre prominente con caras de leones, molduras de ova y dardo y acanto rematado. Se cree que es el primer uso del estudio de arquitectura McKim, Mead & White de un marco de acero completo en un edificio comercial.
En un artículo publicado el 7 de mayo de 1892 bajo el título "El comienzo de la transformación de Broadway", la publicación de registro de bienes raíces de Nueva York, Real Estate Record and Builders Guide, informó: "En la esquina noroeste de Houston Street the Broadway Cable Railroad Company (Broadway & Seventh Avenue Railroad Company) está construyendo su gran central eléctrica y edificio comercial a partir de los planos de McKim, Mead & White. Los contratos para este trabajo sobre los cimientos aún están por establecerse".
Cuando se completó, Real Estate Record and Builders Guide expresó con entusiasmo que el nuevo Cable Building es "conspicuo entre los edificios modernos que están dando rápidamente una apariencia nueva y más grandiosa a Broadway... su arquitectura expresa claramente el mayor logro del arte en este país en este momento... El exterior de esta magnífica estructura es un producto del genio estadounidense adaptado a las necesidades de los intereses comerciales estadounidenses y está influenciado por el Renacimiento italiano en su estilo y proporciones". La publicación comentó además que, con este ejemplo, "no queda ninguna excusa para construir a bajo costo o de mala calidad en cualquier propiedad de la ciudad de Nueva York". El artículo señaló que Metropolitan Traction Company ocupaba los dos pisos superiores del edificio y tenía los otros seis pisos de 20,000 pies cuadrados para alquilar, lo que pensó que sería especialmente atractivo para aquellas empresas que tenían su centro natural en el distrito de productos secos al por mayor.
El Registro de Bienes Raíces y Guía de Constructores dio un aviso especial a la entrada occidental, diciendo: "Superando la entrada encantadora y acogedora hay una abertura ornamental redonda, que hace que el centro sea un grupo de dos figuras fuertemente modeladas, que por su apariencia y posición son fuertemente sugestivo en muchos sentidos del Gran Sello del Empire State. Estas figuras tienen 3,3 m de altura y son dignas de mención especial". Sobre esta entrada hay dos figuras femeninas cubiertas que flanquean, que fueron creadas por el distinguido escultor escocés-estadounidense J. Massey Rhind. La ventana oval tenía un gran reloj, como se muestra en las fotos de alrededor de 1920. Al igual que el arquitecto Stanford White, Rhind fue un líder en el movimiento del "Renacimiento estadounidense". La figura de la derecha sostiene una espada en su mano, cuyo mango se rompió alrededor de la década de 1920. Permaneció desaparecida durante décadas hasta que fue reemplazada incorrectamente por una antorcha de llama para que coincida con la figura de la izquierda.

## Arquitectos

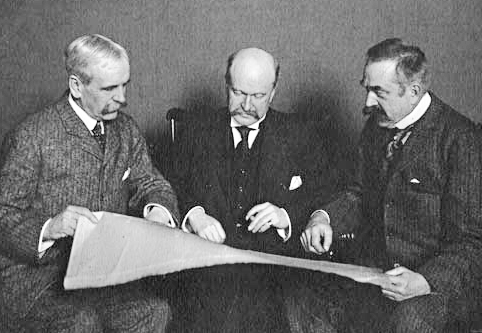
Charles Follen McKim, William Rutherford Mead y Stanford White

El Cable Building fue diseñado por Stanford White, socio de McKim, Mead & White, la preeminente firma de arquitectura estadounidense de principios del siglo XX. Es una estructura Beaux-Arts de nueve pisos, que captura de manera impresionante los principios de diseño de White del "Renacimiento estadounidense". Este es el único edificio de McKim, Mead & White en el distrito histórico de NoHo. Los detalles del edificio son similares a dos de los diseños anteriores de la firma: el edificio de 1887 en 900 Broadway, que Christopher Gray, escribiendo en The New York Times, llamó una "amalgama elegante y sofisticada de ladrillo de estilo industrial"; y el desaparecido Hotel Imperial de 1890, también construido para la familia Goelet, en Broadway y la calle 32. Stanford White era el socio a cargo de estos dos proyectos para la familia y era un amigo cercano.
El uso dual del Cable Building como una gran central eléctrica y un moderno edificio de oficinas de aproximadamente 13 006 m² parece único en la cartera de McKim, Mead & White. La firma, sin embargo, diseñó otras dos importantes estructuras de centrales eléctricas, ambas en el estado de Nueva York: Adams Power Plant Transformer House, parte de la histórica Edward Dean Adams Power Plant, la primera planta generadora de electricidad de corriente alterna a gran escala en el mundo., construido en 1895 para aprovechar el poder de las Cataratas del Niágara; y la IRT Powerhouse, la central eléctrica de Interborough Rapid Transit Company, ubicada más arriba en Hell's Kitchen. Sin embargo, ambas estructuras eran de un solo uso, y la mayor parte de la prolífica producción de McKim, Mead & White fue para edificios públicos o grandes casas. Además del Judge Building entre sus pocos otros edificios de oficinas se encuentra el edificio Gorham, un edificio de estilo palazzo del Renacimiento italiano en 390 Fifth Avenue en la calle 36 en Murray Hill, del cual Stanford White también es socio a cargo; y el New York Life Building en Kansas City, que se replicó por completo en Omaha como el Omaha National Bank Building. Se cree que los dos últimos edificios son el único ejemplo en la cartera de McKim, Mead & White donde un conjunto de planos generó dos edificios idénticos.
De las veintinueve ciudades estadounidenses que construyeron sistemas de tracción por cable entre 1870 y 1900 junto con las centrales eléctricas de cable que las acompañan, esta es la única central eléctrica construida por un arquitecto de tal estatura, creando un edificio de perdurable refinamiento artístico. Una central eléctrica de teleférico suele ser un edificio muy utilitario, construido con un propósito claro, como se puede ver claramente en LaSalle Street Cable Car Powerhouse en Chicago, o en Baltimore City Passenger Railway Power House and Car Barn. Era simplemente la oficina trasera mecánica del ferrocarril por cable. En este caso, estar situado en una calle tan prominente, Broadway, probablemente impulsó a los inversionistas, con vínculos profundos con los negocios y bienes raíces de Nueva York, a hacer una gran declaración.

## Inquilino

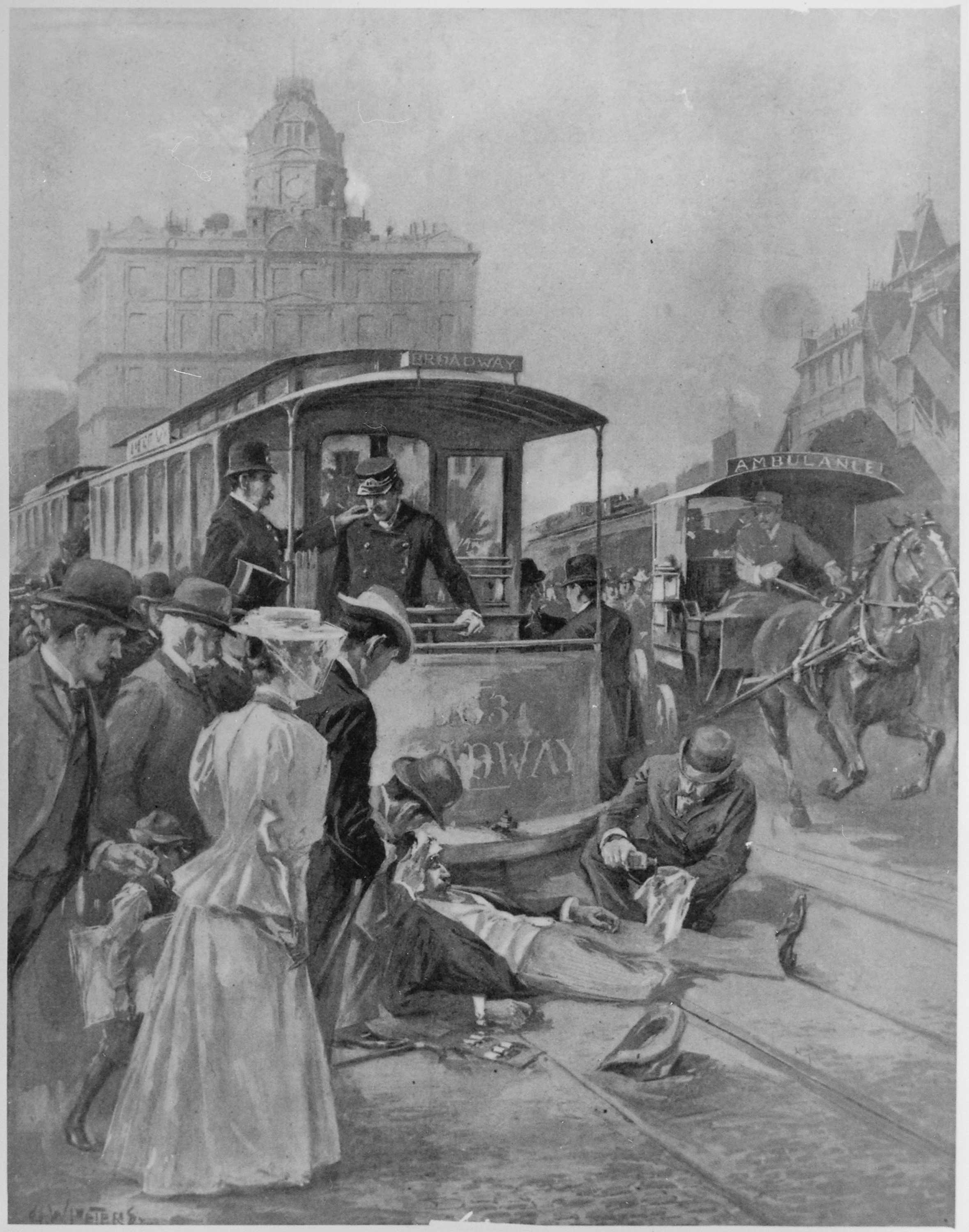
"Un típico 'accidente' de cable en Broadway". La introducción de un nuevo medio de transporte en la concurrida ciudad de Nueva York no estuvo exenta de trastornos.

El Cable Building fue originalmente la sede y la central eléctrica de Metropolitan Traction Company, una de las empresas de teleféricos de la ciudad. MTC se había reunido en 1892 como una sociedad de cartera para los ferrocarriles urbanos, incluido el ferrocarril de Broadway y la Séptima Avenida. Estaba integrado por un cuarteto muy poderoso, incluido el patriarca de la familia Whitney, William Collins Whitney ; un financiero extremadamente rico, Thomas Fortune Ryan ; el industrial de Filadelfia Peter Arrell Brown Widener ; y un importante constructor de Nueva York, John D. Crimmins. Su inversión original en el edificio fue de 750 000 dólares. En total, MTC gastó 12 millones de dólares en un sistema de teleférico para mover automóviles en Broadway desde Bowling Green hasta la calle 36. Era el sistema más caro por milla de todos los del país. Cuando entró en funcionamiento en el verano de 1893, su flota estaba compuesta por 125 teleféricos y atendía a 100 000 pasajeros diarios. Esta era la central eléctrica; otras estaciones estaban en las calles 51 y Front.
El sótano del edificio, que había sido excavado 14 m debajo de la superficie de la calle, albergaba cuatro ruedas sinuosas de 32 pies que transportaban los cables que tiraban de los tranvías. Fueron propulsados por cuatro motores de vapor Corliss de 1200 HP cada uno, desarrollados por Dickson Manufacturing Company de Scranton. Los siete pisos superiores contenían oficinas dispuestas alrededor de un gran patio interno con dos pozos de luz rectangulares.
Menos de diez años después de que fue terminado y ocupado, la tracción por cable quedó obsoleta en 1901 y la empresa cambió a la electricidad, pero el edificio conservó su nombre original. El último teleférico de Broadway salió de Battery Station a las 8:27 p. m. del 21 de mayo de 1901. Su último viaje marcó el final del transporte por cable en las calles de la ciudad de Nueva York. Posteriormente, Metropolitan Traction Company entró en suspensión de pagos y se reorganizó al año siguiente como New York Railways Company.

## Historia reciente
La Compañía de Ferrocarriles de Nueva York vendió el edificio en 1925 y pronto fue ocupado por pequeñas empresas y fabricantes. Desde la década de 1940 hasta la de 1970, el Edificio Cable albergó principalmente a los fabricantes de prendas de vestir, que era el uso predominante en esa zona en ese momento. Se volvió a convertir en oficinas en 1983, con nuevos escaparates en la planta baja. MD Carlisle Real Estate es propietario de The Cable Building desde 1985.
El espacio del sótano que originalmente contenía la central eléctrica del cable se convirtió en el Angelika Film Center. Operan un teatro de pantallas múltiples, que se especializa en películas de arte y ensayo. Fue diseñado por el arquitecto Igor Josza y construido por el contratista Don Schimenti en 1989. Parte de la planta baja y todo el segundo piso han sido ocupados desde 2002 por una tienda Crate & Barrel de 3736 m². Oficinas arrendatarias las otras siete plantas.

### Conservación histórica

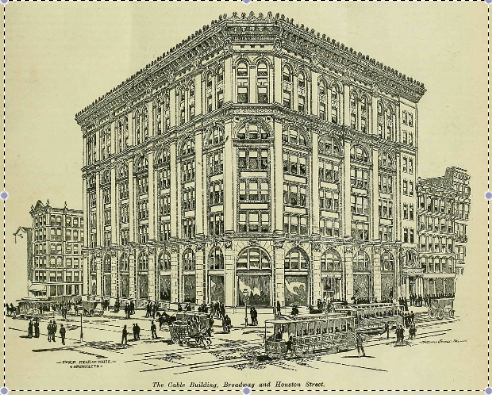
Dibujo del Cable Building en 1893

El edificio fue designado como parte del Distrito Histórico NoHo en 1999 por la Comisión de Preservación de Monumentos Históricos de la Ciudad de Nueva York. El informe decía:

El distrito histórico de NoHo, que comprende aproximadamente 125 edificios, representa el período de la historia comercial de la ciudad de Nueva York desde principios de la década de 1850 hasta la década de 1910, cuando esta sección prosperó como uno de sus principales centros minoristas y mayoristas de productos secos. Se encargó a aclamados arquitectos que diseñaran tiendas ornamentadas y edificios tipo loft en estilos arquitectónicos populares, proporcionando un tejido rico contra el cual los compradores paseaban, miraban los escaparates y compraban productos, y los comerciantes vendían productos. El distrito también contiene casas de principios del siglo XIX, edificios institucionales de los siglos XIX y XX, edificios de oficinas de principios de siglo, así como modestas estructuras comerciales del siglo XX, todo lo cual da testimonio de cada fase sucesiva del desarrollo. del distrito histórico. Hoy, el efecto es de paisajes urbanos poderosos y unificadores de fachadas de mármol, hierro fundido, piedra caliza, ladrillo y terracota.

Sin embargo, el Cable Building no figura actualmente por derecho propio en el Registro Nacional de Lugares Históricos.